# San Esteban del Molar
San Esteban del Molar est une municipalité espagnole de la communauté autonome de Castille-et-León et de la province de Zamora. En 2021, elle compte 113 habitants.